# Black and White (песня)
«Black and White» (рус. Чёрное и Белое) — первый сингл метал-группы Static-X со второго студийного альбома Machine, который был выпущен 22 мая 2001 года.

## Клип
Видеоклип песни «Black and White» представляет собой сюжет пробуждения от гипноза участников группы, и их постепенное превращение в роботов, напоминающих киборгов из популярной киноэпопеи «Терминатор». Режиссёром видеоклипа является Лен Уайзман.

## Список композиций
| №                   | Название                  | Длительность |
| ------------------- | ------------------------- | ------------ |
| 1.                  | «Black and White»         | 3:50         |
| 2.                  | «Anything but This»       | 4:03         |
| 3.                  | «Sweat of the Bud (Live)» | 3:30         |
| Общая длительность: | Общая длительность:       | 11:23        |

## Black and WhiteDVD
Black and White также появился в форме выпуска DVD, который содержал видео для сингла «Black and White», «Push It», «I’m With Stupid».

## Чарты
| Чарты (2001)                            | Позиция |
| --------------------------------------- | ------- |
| UK Singles Chart                        | 65      |
| US Billboard Hot Mainstream Rock Tracks | 35      |